# May Avril

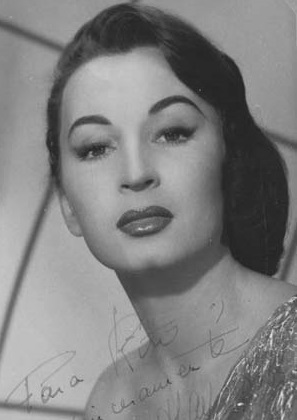
May Avril in 1960

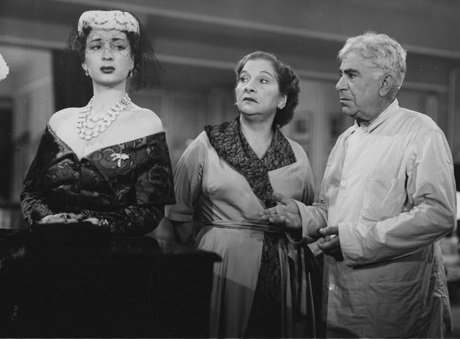
May Avril met Leonor Rinaldi (1894-1977) en Francisco Álvarez (1892-1960) in Mi marido hoy no duerme en casa (1955).

May Avril (Frankrijk, 3 februari 1928 - Buenos Aires, 3 oktober 2002) was een van oorsprong Franse populaire danseres en actrice die in de jaren 1950 en 1960 carrière maakte in Argentinië.
May Avril vestigde zich in 1954 in Argentinië. Zij kwam uit Frankrijk, waar zij als danseres in Parijs een show opvoerde in de Folies Bergère in 1953 (net als haar danspartners Christine Niky en Xénia Monty). Zij was een van de leden van het Lido de Paris.  Daarna trad zij op in tientallen revuetheaters als hoofdrolspeelster, met komieken als Pepe Arias, Alfredo Barbieri, José Marrone, Luis Arata en Pablo Palitos, onder wie.
In 1955 maakte ze haar filmdebuut met de komedie Mi marido hoy duerme en casa, geregisseerd door Enrique Carreras, met een scenario van Abel Santa Cruz, en met in de hoofdrollen Leonor Rinaldi, Francisco Álvarez en de broers Gogó Andreu en Tono Andreu. Op televisie nam zij deel aan het programma Show parisién (ook bekend als Platea en París of Id París), samen met Juan Carlos Mareco en Ida Opatich.